# Puchar Polski w piłce nożnej kobiet (2004/2005)
Puchar Polski w piłce nożnej kobiet (2004/2005) – turniej o kobiecy Puchar Polski w piłce nożnej, zorganizowany przez Polski Związek Piłki Nożnej na przełomie 2004 i 2005 roku. Tytuł zdobył Medyk Konin, pokonując w finale Czarni Sosnowiec 2:0.

## Pierwsza runda
Mecze rozgrywano 13 kwietnia 2005 roku.
| Drużyna 1                | Wynik      | Drużyna 2                       |
| ------------------------ | ---------- | ------------------------------- |
| RTP Unia Racibórz        | 2:7        | AZS Wrocław                     |
| Gol Częstochowa          | 2:0        | Podgórze Kraków                 |
| Zamłynie Radom           | 0:1        | Cisy Nałęczów                   |
| Sokół Kolbuszowa Dolna   | 1:8        | Czarni Sosnowiec                |
| Victoria Sianów          | 3:0        | TKKF Stilon Gorzów Wielkopolski |
| MUKS Tomaszów Mazowiecki | 1:3        | Atena Poznań                    |
| Praga Warszawa           | 3:0 (w.o.) | Checz Gdynia                    |
| KKS Zabrze               | 0:10       | Medyk Konin                     |

## Ćwierćfinały
Mecze rozgrywano od 23 kwietnia do 3 maja 2005 roku.
| Drużyna 1       | Wynik      | Drużyna 2        |
| --------------- | ---------- | ---------------- |
| AZS Wrocław     | 0:1        | Gol Częstochowa  |
| Cisy Nałęczów   | 0:3        | Czarni Sosnowiec |
| Victoria Sianów | 3:0 (w.o.) | Atena Poznań     |
| Praga Warszawa  | 0:3        | Medyk Konin      |

## Półfinały
Mecze rozgrywano 18 maja 2005 roku.
| Drużyna 1       | Wynik | Drużyna 2        |
| --------------- | ----- | ---------------- |
| Victoria Sianów | 0:7   | Medyk Konin      |
| Gol Częstochowa | 1:3   | Czarni Sosnowiec |

## Finał
Finał rozegrano 19 czerwca 2005 roku.
| Drużyna 1   | Wynik | Drużyna 2        |
| ----------- | ----- | ---------------- |
| Medyk Konin | 2:0   | Czarni Sosnowiec |